# Spiska Przełączka
Spiska Przełączka, Niżnia Spiska Przełączka (słow. Mačacia štrbina, niem. Katzenscharte, węg. Macskacsorba) – przełęcz w południowo-zachodniej grani Spiskiej Grzędy w słowackiej części Tatr Wysokich. Stanowi najgłębszy punkt grani pomiędzy dwoma Spiskimi Turniczkami. Od położonej na północnym wschodzie Zadniej Spiskiej Turniczki oddzielają ją Spiskie Czuby i Pośrednia Spiska Przełączka, natomiast na południowym zachodzie przełęcz graniczy z położoną tuż obok Skrajną Spiską Turniczką.
Przełęcz jest wyłączona z ruchu turystycznego. Jej północno-zachodnie stoki opadają do górnej części Baraniego Ogrodu w Dolinie Pięciu Stawów Spiskich, natomiast południowo-wschodnie – do Pośredniego Spiskiego Kotła. Najdogodniejsze drogi dla taterników prowadzą na siodło z Doliny Pięciu Stawów Spiskich przez Spiską Galerię lub Spiskie Spady i dalej przez Pośredni Spiski Kocioł. Droga przez Spiską Galerię jest w zimie mniej zagrożona lawinami.
Pierwsze wejścia:
- letnie – Ernő Halász, Károly Jordán, Sándor Nikolics i przewodnik Johann Breuer, 15 sierpnia 1904 r.,
- zimowe – Anna Pivková, Marta Schwartzová i Vladimír Šimo, 15 kwietnia 1946 r.[2]

Dawniej Spiską Przełączkę określano po słowacku jako Mačia štrbina.